# Rejon czudowski
Rejon czudowski (ros. Чудовский район, Czudowskij rajon) – rejon na północnym zachodzie europejskiej części Federacji Rosyjskiej, w obwodzie nowogrodzkim.